# Turistická značená trasa 2010
 Turistická značená trasa 2010 je 7 km dlouhá modře značená okružní trasa Klubu českých turistů v okrese Žďár nad Sázavou tvořící turistický okruh severozápadně od Žďáru nad Sázavou. Trasa vede územím CHKO Žďárské vrchy.

## Průběh trasy
Turistická trasa má svůj počátek i konec u vodní nádrže Pilská v blízkosti Tálského mlýna. Zpočátku vede v souběhu s červeně značenou trasou 0501 ze Žďáru nad Sázavou na Devět skal a zeleně značenou trasou 4542 ze Tří Studní na Synkův kopec. Společně vedou po asfaltových komunikacích kolem místního kempu do lesů nad nádrž, kde se nejprve odpojuje trasa 4542, dále v Pilském lese pak i 0501. Trasa 2010 stoupá západním směrem po lesních cestách a pěšinách na Adamův kopec, z něj pak klesá jižním směrem na rozcestí opět s trasou 4542 a také žlutě značenou trasou 7550 ze Žďáru nad Sázavou do Samotína. S ní pokračuje trasa 2010 v souběhu jižním směrem lesem k jezírku Vápenice. Od něj pokračuje již samostatně po asfaltové komunikaci k jihu a poté po lesní cestě k východu k rybníku Mikšovec. Od něj stoupá po polní cestě stále východním směrem k rozcestí a vyhlídkovému místu u Mamlase, kde se stáčí na severovýchod a kolem Starého Dvora sestupuje k městu. Těsně před počátkem zástavby vstupuje do krátkého souběhu opět s trasou 7550, po jeho skončení v blízkosti dvoru Lyra se stáčí k severu a kolem Převorského rybníka se vrací zpět k Tálskému mlýnu.

## Turistické zajímavosti na trase
- Tálský mlýn
- Vodní nádrž Pilská
- Jezero Vápenice
- Vyhlídkové místo U Mamlase